# Amaladera lukjanovitschi
Amaladera lukjanovitschi är en skalbaggsart som beskrevs av Medvedev 1966. Amaladera lukjanovitschi ingår i släktet Amaladera och familjen Melolonthidae. Inga underarter finns listade i Catalogue of Life.